# Вечерний квартал
«Единый квартал» (бывш. «Вече́рний кварта́л», укр. Вечірній квартал) — юмористическое телешоу «Студии Квартал-95», выходящее в эфир с 2005 года на украинском телеканале «Интер». С 2012 года транслируется на телеканале «1+1». Основная тематика — политика и социальная сатира.

## История
Команда КВН «95 квартал» после успешного участия в КВНе решила отпраздновать свой переезд из Кривого Рога в Киев, а заодно 10-летие команды. Выступление «95 квартала» прошло отлично, так и родилась одна из самых популярных передач на украинском телевидении — «Вечерний квартал».
Передача транслируется в украинском языке и выходит каждую субботу в 20:15 или 21:15 на телеканале 1+1. До 2022 года проект транслировался на русском языке.
Несколько раз проект запускался в России: в 2006 году на канале «ТВ Центр», в 2010 году на СТС, в 2012 году на телеканале «Россия-1», но вскоре был закрыт.
С 4 декабря 2011 года по 21 декабря 2013 года шоу ретранслировалось в эфире телеканала «РЕН ТВ»; при этом возникали случаи, когда некоторые высказывания участников команды касаемо Виктора Януковича и его окружения были вырезаны на украинских телеканалах, но были показаны в России. Затем трансляция была приостановлена из-за обострения политической ситуации в результате свержения президента Януковича.
7 ноября 2015 года должен был выйти новый выпуск Квартала в эфире телеканала 1+1, но по техническим причинам он не был показан. В этом многие усмотрели проявление политической цензуры, так как в новом выпуске содержалась критика в адрес правительства Арсения Яценюка.  Но уже в декабре этого года не показанный ранее выпуск транслировали на этом же телеканале.
В 20 мая 2019 шоу претерпело значительные перемены. После избрания на пост президента Украины шоу покинул его руководитель и основатель Владимир Зеленский. По собственным словам, Зеленский вернётся в шоу после того как закончится срок его президентских полномочий. Также в связи с избранием в Верховную раду Украины программу покинул актёр Юрий Корявченков. Также в шоу были приглашены новые актеры: Владимир Мартынец, Юрий Великий и Юрий Ткач.
С 2020 года шоу несколько изменило формат. Если раньше оно представляло собой юмористический концерт, то теперь между концертными номерами зрителям показываются снятые телевизионные скетчи. Также к актерскому ансамблю «Вечернего квартала» присоединились артистки шоу «Женский квартал» (Ирина Сопонару, Татьяна Песык и Анастасия Оруджева) и народный артист Украины Станислав Боклан.
С 2022 года в связи с вторжением России на Украину шоу представляет собой юмористический «благотворительный» концерт, в котором актёры Вечернего и Женского квартала объединились вместе и стали называться «Единый квартал». Проект в 2022 году выходил на телеканале ТЕТ.
С 2023 года выходит на телеканале 1+1 Украина
В начале 2023 года проект покинула одна из основательниц шоу Елена Кравец.

## Актёры шоу
- Евгений Кошевой «Лысый». Образы: Юрий Луценко, Леонид Черновецкий, Андрей Шевченко, Михаил Добкин, Виталий Вульф, Адольф Гитлер, Александр Турчинов, Олег Царев, Виталий Кличко, Виктор Янукович (младший), Владислав Яма, Стив Джобс, Дмитрий Гордон, Олег Ляшко, Матвей Ганапольский, Ринат Ахметов, Леонид Кравчук, Виктор Медведчук, Александр Лукашенко, Иосиф Кобзон, Алексей Арестович.
- Александр Пикалов. Образы: Виктор Янукович, Савик Шустер, Александр Пономарев, Борис Колесников, Петр Порошенко, Михаил Гаврилюк, Андрей Парубий, Дмитрий Монатик, Сергей Поярков, Игорь Коломойский, Богдан Яременко.
- Юрий Крапов. Образы: Леонид Кучма, Николай Азаров, Виктор Ющенко, Арсений Яценюк, Пётр Симоненко, Наталья Витренко, Геннадий Кернес, Олег Тягнибок, Петр Порошенко, Владимир Гройсман, Дмитрий Киселёв, Юрий Горбунов, Игорь Коломойский, Дмитрий Разумков, Витольд Фокин, Савик Шустер.
- Сергей Казанин «Степан». Образы: Владимир Путин, Арсений Яценюк, Остап Ступка, Леонид Черновецкий, Наталья Могилевская, Александр Мороз, Олег Ляшко, Таисия Повалий, Алла Пугачёва, Владимир Гройсман, Владимир Омелян, Олег Винник, Алексей Гончаренко, Виктор Медведчук.
- Михаил Фаталов «Мика» Образы: Михаил Саакашвили, Геннадий Корбан, Дмитрий Медведев, Рамзан Кадыров.
- Владимир Мартынец «Вовчик» Образы: Андрей Богдан, Николай Тищенко, Вадим Рабинович, Евгений Комаровский, Владимир Золкин.
- Юрий Великий Образы: Владимир Зеленский, Илья Кива, Виктор Янукович, Александр Залдостанов, Олег Ляшко, Андрей Парубий, Михаил Задорнов, Олег Филимонов, Борис Корчевников.
- Юрий Ткач Образы: Михаил Поплавский, Ким Чен Ын.
- Станислав Боклан
- Ирина Сопонару. Образы: Юлия Тимошенко, Елена Зеленская, Маргарита Симоньян.
- Татьяна Песык. Образы: Оксана Марченко, Ольга Скабеева.
- Анастасия Оруджева
- Александра Машлятина
- Екатерина Никитина
- Валерия Товстолес
- Ольга Жуковцова
- Алина Гордиенко-Блажкевич
- Анастасия Евтушенко
- Ирина Гатун
- Валентин Михиенко
- Владимир Шумко
- Вокалистки: Лали Эргемлидзе, Вера Кекелия, Марта Адамчук и Элина Мбани.

### Бывшие актёры шоу
- Владимир Зеленский «Зелёный». Образы: Виктор Ющенко, Олег Тягнибок, Александр Квасьневский, Михаил Добкин, Дмитрий Нагиев, Андрей Малахов, Савик Шустер, Виталий Вульф, Юлия Тимошенко, Сергей Тигипко, Влад Яма, Мыкола Вересень, Алина Кабаева, Владимир Путин, Виталий Кличко, Остап Ступка, Лариса Гузеева, Петр Порошенко, Олег Ляшко, Игорь Коломойский, Арсений Яценюк, Владимир Гройсман, Геннадий Кернес, Вадим Рабинович, Владимир Парасюк, Игорь Кондратюк.
- Елена Кравец (д. Маляшенко[10]) «Маля». Образы: Юлия Тимошенко, Наталья Королевская, Ольга Сумская, Тина Кароль, Елена Лукаш, Надежда Савченко, Елена Малышева, Ульяна Супрун, Маргарита Симоньян, Екатерина Кухар, Леся Никитюк, Олег Винник, Ангела Меркель, Ирина Верещук, Алеся Бацман. Генеральный директор команды[11].
- Денис Манжосов (2005—2013). «Моня». Выступал в качестве члена Квартала в 2005—2013 гг. Образы: Олег Ляшко, Нестор Шуфрич, Арсений Яценюк, Андрей Малахов, Анна Герман, майор Мельниченко, Дима Билан, Владимир Литвин, Сергей Кивалов, Виталий Козловский, Александр Турчинов.
- Аркадий Лапухин (2007—2010) «Аркаша». КВНщик из команды Уездный город. Выступал в качестве члена Квартала в 2007—2010 гг. Образы: Александр Мороз, Николай Рудьковский, Джордж Буш (младший), Сергей Бубка, Нестор Шуфрич.
- Юрий Корявченков «Юзик» (с 2005 по 2019). Образы: Пётр Симоненко, Святослав Пискун, Потап, Виталий Кличко, Петр Порошенко, Антон Геращенко, Виктор Балога, Игорь Мосийчук, Иво Бобул, Владимир Кличко.
- Игорь Ласточкин (2019). Принял участие только в двух выпусках, после чего покинул шоу.

## Авторы шоу
За всё время существования в авторский состав шоу входили: Владимир Зеленский (команда КВН «95 квартал»), Елена Зеленская (команда КВН «95 квартал»), Александр Пикалов (команда КВН «95 квартал»), Роман Маров (команда КВН «95 квартал»), Сергей Шефир (команда КВН «Запорожье - Кривой Рог - Транзит»), Борис Шефир (команда КВН «Запорожье - Кривой Рог - Транзит»), Сергей Шинкарук (команда КВН «Три толстяка»), Алексей Бланарь (команда КВН «Три толстяка»), Михаил Мартынюк (команда КВН «Три толстяка»), Александр Иванов (команда КВН «Три толстяка»), Валерий Жидков (команда КВН «Тапкины дети»), Артём Гагарин-Михайличенко (команда КВН «ГаГарины»), Максим Гураль (команда КВН «ГаГарины»), Юрий Великий (команда КВН «Новая реальность»), Сергей Цвиловский (команда КВН «Новая реальность»), Станислав Зубрицкий (команда КВН «Новая реальность»), Александр Щур (команда КВН «Новая реальность»), Александр Кулик (команда КВН «Новая реальность»), Александр Староминский (команда КВН «Ёлы-Палы»), Егор Крутоголов (команда КВН «Дизель»), Евгений Гашенко (команда КВН «Дизель»), Александр Бережок (команда КВН «Дизель»), Михаил Шинкаренко (команда КВН «Дизель»), Мика Фаталов (команда КВН «Ва-Банкъ»), Тимофей Саенко (команда КВН «Ва-Банкъ»), Богдан Цыганок (команда КВН «Ва-Банкъ»), Дмитрий Кучмар (команда КВН «Сборная КПИ»), Александр Гаенко (команда КВН «Сборная КПИ»), Алексей Павленко (команда КВН «Аляска»), Дмитрий Сусский, Иван Дудчак (ведущий телеканала «НАШ»), Бекир Мамедиев, Илья Аксельрод, Ян Кузнецов (команда КВН «ДПИ»), Максим Вышинский (команда «Километр Кимоно» из шоу «Лига Смеха»), Руслан Ханумак (команда «Заинька» из шоу «Лига Смеха»), Виктор Иваницкий (команда «Заинька» из шоу «Лига Смеха»), Владимир Мартынец (команда «Стадион Диброва» из шоу «Лига Смеха»), Илья Бортуаль (команда «Стадион Диброва» из шоу «Лига Смеха»).